# 지레섬

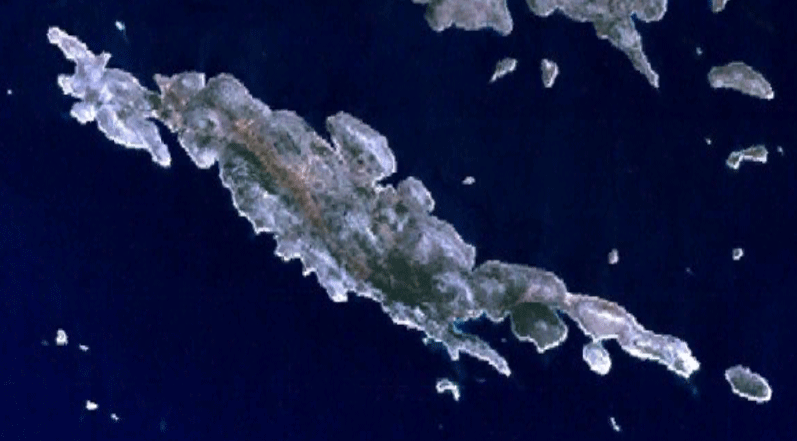
지레섬의 위성 사진

지레섬(크로아티아어: Žirje, 이탈리아어: Zuri, 라틴어: Zurium)은 아드리아해에 위치한 크로아티아의 섬으로 면적은 15.06km2, 인구는 103명(2011년 기준)이다.
행정 구역상으로는 시베니크크닌주에 속하며 시베니크 군도의 일부를 형성한다. 시베니크에서 남서쪽으로 약 22km 정도 떨어져 있고 2개의 석회암 산맥 사이에 위치한 비옥한 골짜기 지형을 띠고 있다. 섬의 주요 산업으로는 농업(포도, 올리브, 자두, 무화과, 버찌 재배), 어업이 있다. 12세기부터 13세기 사이에 건립된 요새에 둘러싸여 있는데 이는 6세기 비잔티움 제국 시대에 건립된 요새를 연상시킨다.